# Кварцевание
Кварцева́ние — процесс обработки (обеззараживания) помещений, предметов, тела человека ультрафиолетовым излучением кварцевой или бактерицидной лампы. В результате погибают инфекционные микроорганизмы (в воздухе и на поверхностях): вирусы, бактерии, плесень, грибки, дрожжи, споры и др. Это достигается путём поглощения дозы ультрафиолетового излучения молекулами ДНК микробов. Эффективность кварцевания зависит от нескольких факторов — расстояния от лампы до микроорганизма, степени выработки лампы, способности микрорганизма сопротивляться воздействию жёсткого ультрафиолета (УФ-С). 
Сложившийся термин «кварцевание» не вполне корректен, поскольку во время работы кристаллы кварца не распыляются по помещению, кварцевое стекло колбы лишь пропускает ультрафиолетовое излучение (что невозможно у обычного силикатного стекла).

## Виды кварцевания
Кварцевание можно разделить на группы:
- Кварцевание воздуха и поверхностей в помещении;
- Кварцевание предметов, стерилизация медицинских инструментов;
- Общее кварцевание — всё тело человека;
- Локальное (местное) кварцевание — отдельные участки тела (ухо-горло-нос, кожа).

В результате кварцевания воздух обогащается озоном, который, в свою очередь, также дезинфицирует воздух. Озон ядовит, поэтому после кварцевания помещение следует проветривать. При правильном соблюдении режима использования лампы кварцевание вреда не несёт. При неправильном использовании может привести к ожогу глаз и онкологическим заболеваниям кожи.

## Применение
Кварцевание в настоящее время стало популярным для использования в домашних условиях. Во время работы кварцевой лампы следует покинуть помещение.
Кварцевание применяется при лечении рахита, гнойных болезней и др., а также для стерилизации палат, операционных, перевязочных комнат и хирургического оборудования. Кроме того, оно применяется для стерилизации питьевой воды, различных продуктов (молока, мяса и др.).